# Lilama Lisemco 3300
Der Schiffstyp Lilama Lisemco 3.300 ist eine vorerst acht Schiffe umfassende Kümo-Schiffsklasse der Leeraner Reederei Briese Schiffahrt. Die zwischen 2009 und 2012 abgelieferten, circa 3.300 dwt tragenden Mehrzweckschiffe wurden von der Lilama-Lisemca-Werft in Hải Phòng (Vietnam) gebaut. Reedereiintern wird auch von der Schillplate-Klasse gesprochen.

## Einzelheiten
Die 86,00 m langen Kümos weisen eine Tragfähigkeit von circa 3.300 dwt bei maximal 5,30 m Tiefgang auf. Durch den 1.850 kW leistenden MaK-Sechszylinder-Dieselmotor beträgt die Maximalgeschwindigkeit 13 Knoten. Außerdem ist ein 200 kW starkes Bugstrahlruder verbaut.
Bedingt durch die Schiffsmaße kann gerade noch der Trollhätte-Kanal befahren werden, der Saimaa-Kanal jedoch nicht. Somit zählt diese Schiffsklasse nicht zu den Saimax-Frachtern, sondern zur sogenannten Trollmax-Klasse.
Die Schiffe werden alle intern von Briese Chartering befrachtet und fahren unter der Flagge von Gibraltar.
Die Schiffe sind mit der Eisklasse Swedish/Finnish 1A beim Germanischen Lloyd klassifiziert.
Die Schiffsklasse verfügt über jeweils einen 4.970 m³ großen Laderaum, der mit bis zu 14 t/m² belastet werden kann. Außerdem besitzt jedes Schiff ein verschiebbares und bei Bedarf entfernbares Zwischendeck, welches mit maximal 2,5 t/m² beladen werden darf. Weiterhin können maximal 138 TEU geladen werden.

## Die Schiffe
| Bauname     | Bau- nummer | IMO-Nummer | Indienst- stellung | Auftraggeber                                    | Umbenennungen und Verbleib       |
| ----------- | ----------- | ---------- | ------------------ | ----------------------------------------------- | -------------------------------- |
| Mittelplate | TD01        | 9501203    | 2009               | Briese Schiffahrts GmbH & Co. KG MS „Wirdum“    |                                  |
| Schillplate | TD02        | 9505285    | 2009               | Briese Chartering GmbH & Co. KG                 |                                  |
| Leybucht    | TD03        | 9505297    | 2010               | Briese Shipping B.V. MV „Bonacieux“ Co. Ltd.    | 2010: Bonacieux                  |
| Hohe Bank   | TD04        | 9505302    | 2010               | Briese Schiffahrts GmbH & Co. KG MS „Hohe Bank“ |                                  |
| Accum       | TD05        | 9505314    | 2010               | Briese Schiffahrts GmbH & Co. KG MS „Accum“     | 2024: RDJ Ijsselstroom           |
| Oldersum    | TD06        | 9505326    | 2011               | Briese Shipping B.V. MV „Rochefort“ Co. Ltd.    | 2011: Rochefort, 2021: Helena VG |
| Norden      | 014         | 9505338    | 2012               | Briese Shipping B.V. MV „Constance“ Co. Ltd.    | 2011: Constance                  |
| Schillig    | 015         | 9505405    | 2012               | Briese Schiffahrts GmbH & Co. KG MS „Schillig“  |                                  |